# Maximilian von Schwerin-Putzar

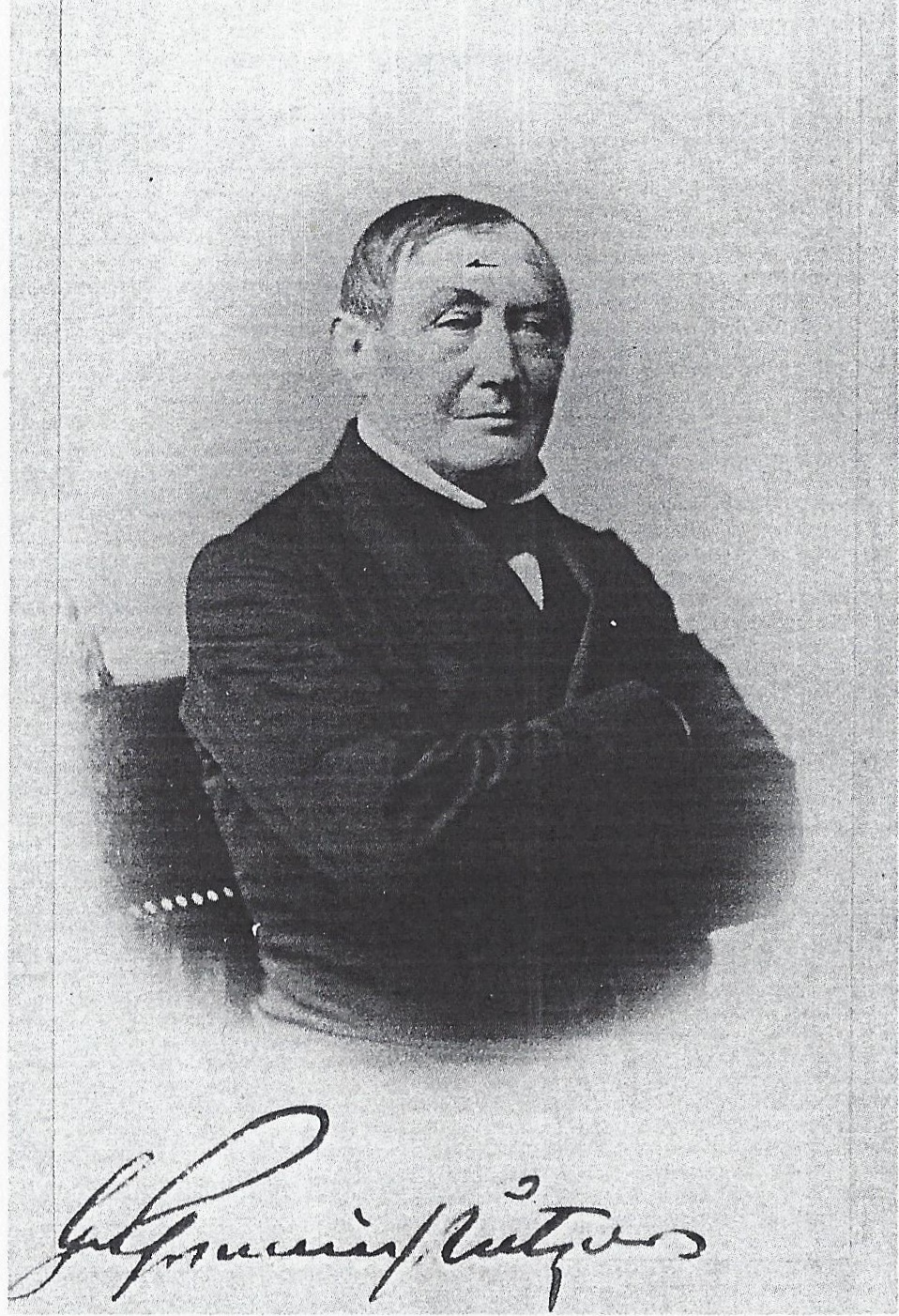

Maximilian von Schwerin-Putzar, född 30 december 1804 i Boldekow i Pommern, död 2 maj 1872 i Potsdam, var en preussisk greve och statsman. 
Schwerin var mars-juni 1848 kultusminister i Ludolf Camphausens liberala ministär. I Frankfurtparlamentet (1848-49) tillhörde han det "arvkejserliga" partiet. Som medlem av Preussens deputeradekammare (vars president han var 1849-55 och 1859) företrädde han en övertygad, liberal, något doktrinär åskådning, som gav honom stor popularitet. Däremot kom han som inrikesminister (från 1859) i en viss motsättning till sina forna meningsfränder; efter ett misstroendevotum av deputeradekammaren 1862 begärde och erhöll han avsked. 
I kammaren bekämpade han därefter (som medlem av "konstitutionella fraktionen") Otto von Bismarck, vars politik han i ett berömt tal karakteriserade som maktens herravälde över rätten. Efter 1866 övergick Schwerin till nationalliberalerna och förklarade öppet, att han ansåg tiden ha gett hans store motståndare rätt. Därmed uppgav han dock ej den självständighet, som var det mest utpräglade draget i hans politiska verksamhet.